# NGC 1481
NGC 1481 é uma galáxia elíptica (E-S0) localizada na direcção da constelação de Eridanus. Possui uma declinação de -20° 25' 36" e uma ascensão recta de 3 horas, 54 minutos e 28,9 segundos.
A galáxia NGC 1481 foi descoberta em 13 de Novembro de 1835 por John Herschel.